# Akkakusz-hegység
Az Akkakusz hegyvonulat (arabul:  تدرارت أكاكوس , Tadrárt Akákusz) Líbia és Algéria határán, az Ahaggar-hegység része. Észak-dél irányú, közel 100 km hosszú. Kevés átjáró szeli át, ezek nagy része időszakos vízfolyások völgye (vádi). A legnagyobb település a hegységtől északra fekvő Gát. A forró éghajlat és kevés vízforrás miatt a hegység lakatlan. A hegység líbiai részén sziklafestményeket fedeztek fel (Tadrárt Akákusz sziklafestményei). Az állatokat (zsiráfok, elefántok, struccok, tevék) és embereket ábrázoló sziklarajzok keletkezésének ideje változatos: i.e. 12 000-től i.sz. 100-ig. Ezek 1985 óta az UNESCO világörökségének részét képezik.

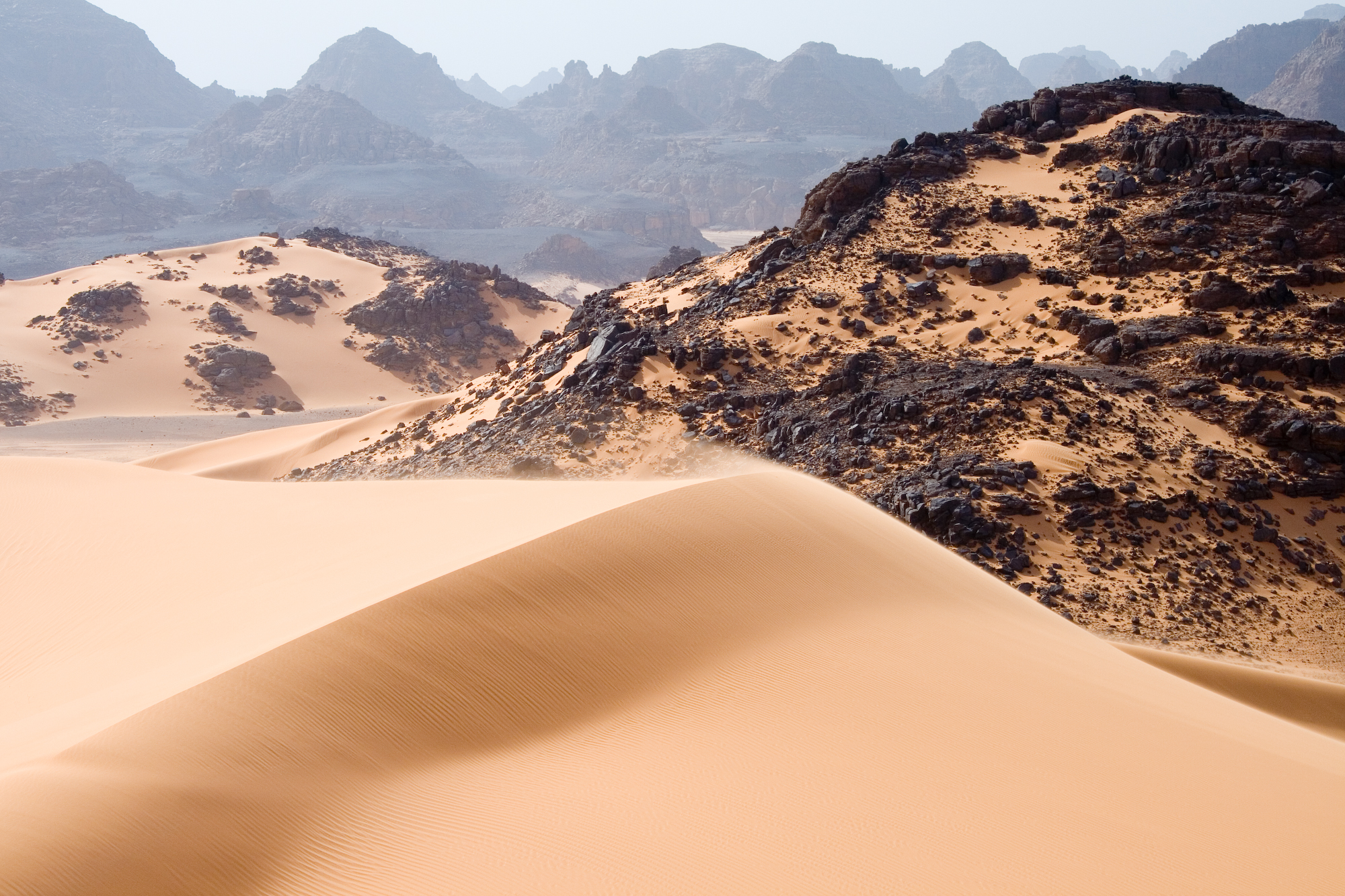
A hegység egy képe
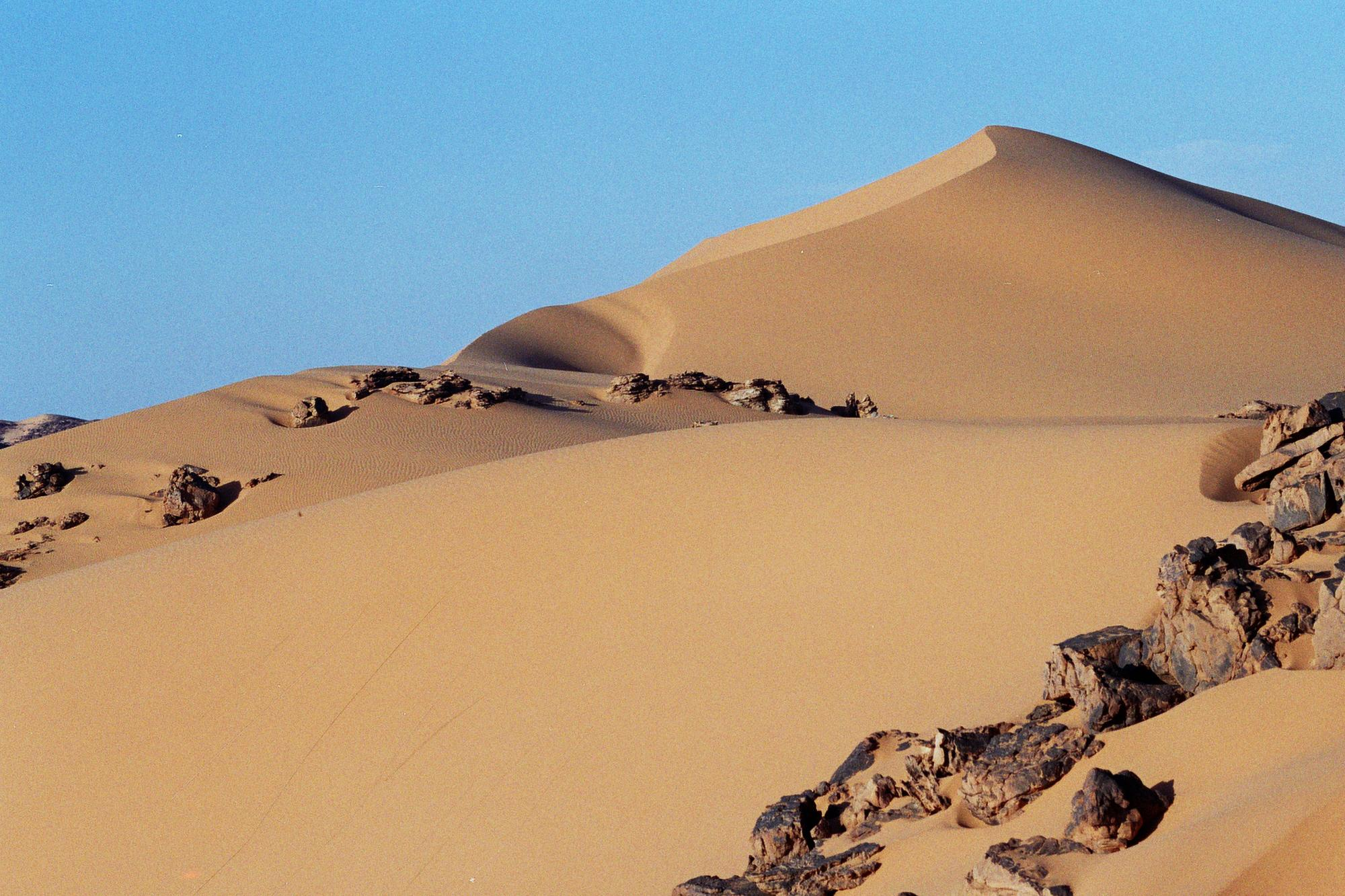
Homokdűnék a hegységben
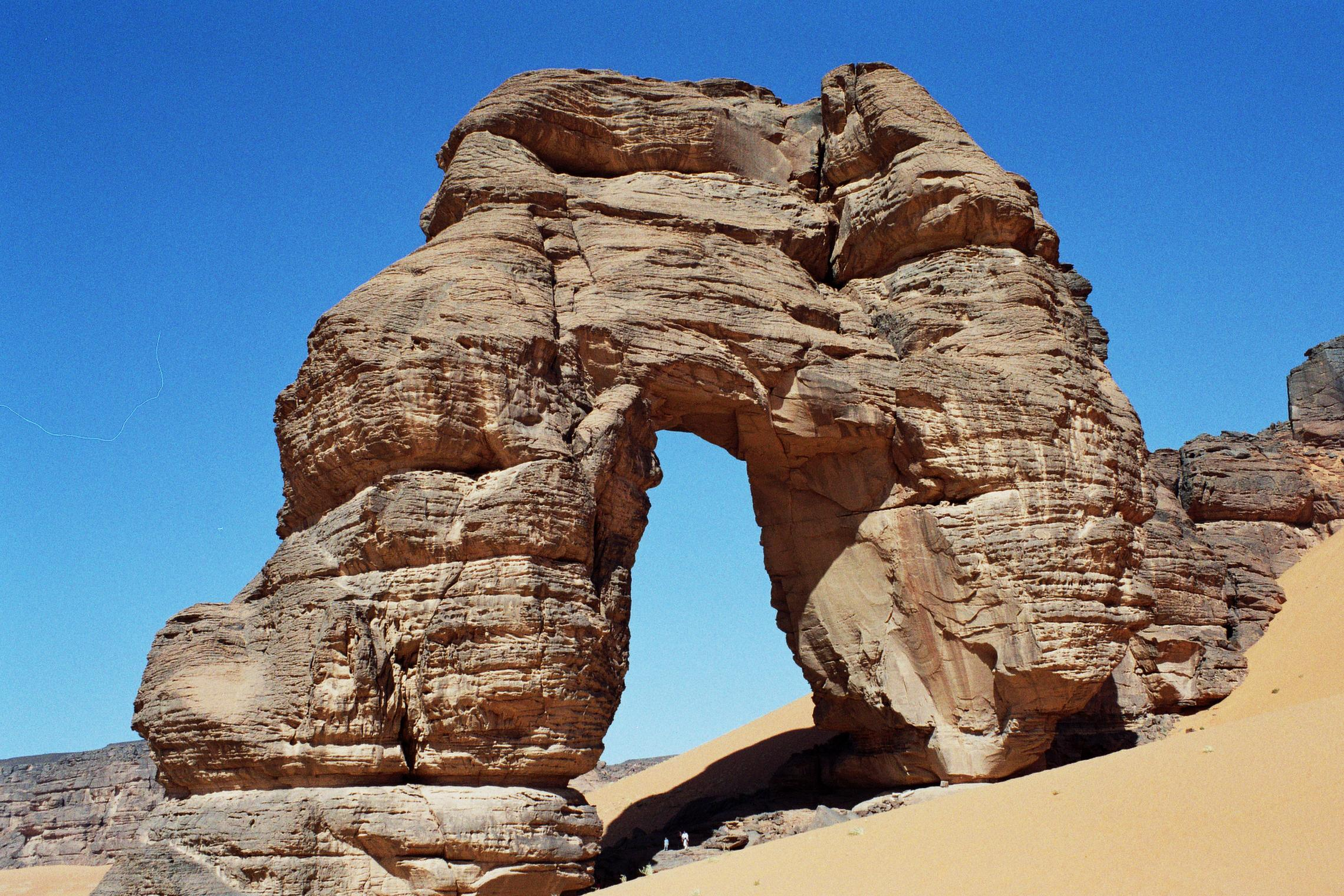
Sziklaforma a hegységben
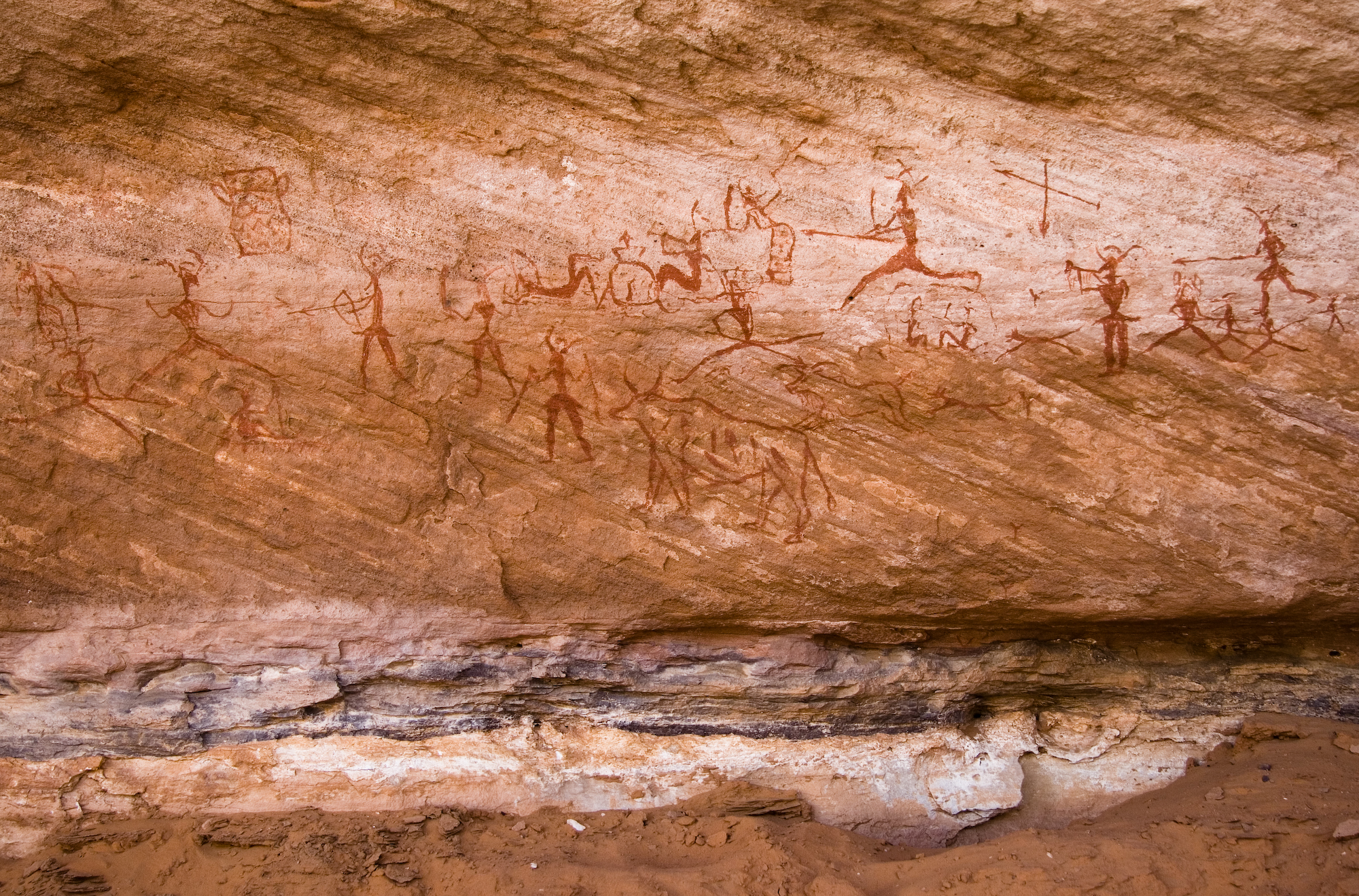
A sziklarajzok egyike
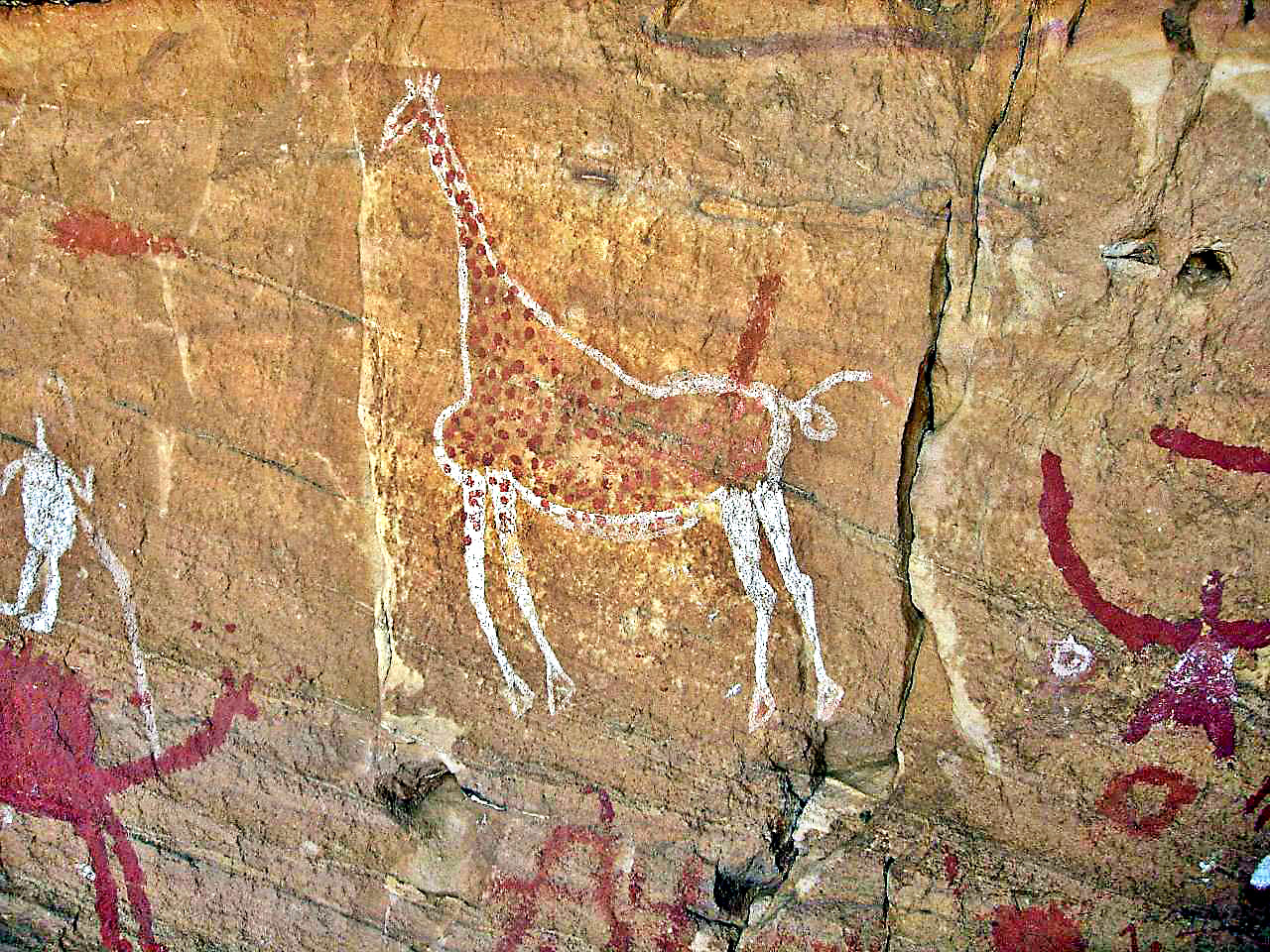
Zsiráf ábrázolása